# Judaberg
Judaberg este o localitate din comuna Finnøy, provincia Rogaland, Norvegia, cu o suprafață de 0,73 km² și o populație de 675 locuitori (2013).